# Богемский, Григорий Григорьевич
Григо́рий Григо́рьевич Боге́мский (1895—1957) — футболист из Одессы, выступавший за местные клубы «Вега» и «Спортинг-клуб», а также за сборную Российской империи.

## Карьера игрока
Описывая в книге «Алмазный мой венец» футбольный матч в Одессе накануне Первой мировой войны, В. Катаев вспоминал, что в игре
принимал участие тощий, золотушного вида ришельевец в пенсне на маленьком носике, будущая мировая знаменитость, центрфорвард сборной команды России, как сказали бы теперь – «нападающий века», «суперстар» мирового футбола, Богемский. Но тогда он был лишь старшеклассником и, надо сказать, прескверным учеником с порочной улыбочкой на малокровном лице. Его имя до сих пор легенда футбола.
Игра Богемского производила ошеломляющее впечатление на молодых одесситов, как о том вспоминает, в частности, Юрий Олеша:
И подумать только — этот человек с неспортсменской наружностью — такой замечательный спортсмен! Уже помимо того, что он чемпион бега на сто метров, чемпион прыжков в высоту и прыжков с шестом, он еще на футбольном поле совершает то, что сделалось легендой… И не только в Одессе — в Петербурге, в Швеции, в Норвегии! Во-первых, бег, во-вторых, удар, в-третьих — умение водить. Гораздо позже я узнал, что это умение водить называется дриблинг. О, это было одним из самых захватывающих зрелищ моего детства, кричавшего вместе со всеми в эту минуту, вскакивавшего, аплодирующего…

### Сборная Российской империи
Богемский сыграл единственный матч за сборную Российской империи — 14 сентября 1913 года в товарищеской встрече со сборной Норвегии, который закончился вничью (1:1). После Октябрьской революции эмигрировал сначала в Болгарию, потом в Чехословакию, где выступал за клубы «Русь» и «Виктория». Завершил карьеру в 1927 году.

### Достижения
- Чемпион Российской империи 1913 года в составе сборной Одессы.
- Чемпион Одессы (обладатель Кубка Джекобса) 1914 и 1916 годов в составе «Спортинг-клуба».
- Серебряный призер чемпионата Одессы (обладатель серебряного щита Боханова) 1912 и 1915 годов в составе «Спортинг-клуба».
- Лучший бомбардир чемпионата Одессы сезона-1911/12 в составе «Спортинг-клуба».